# La hora cultural
La hora cultural es un programa informativo cultural de Canal 24 horas de Televisión Española, presentado por Antonio Gárate Oronoz.
El programa empezó como una sección dentro del contenedor La tarde en 24 horas de 20h00 a 20h30. Sin embargo, en abril de 2017 pasa a tener programa propio emitiéndose de 0h00 a 0h30 en directo de lunes a viernes, para más tarde pasar a emitirse cuatro días a la semana por la emisión de La hora Cervantes los viernes, posteriormente los miércoles y jueves a las 0h30 y actualmente los lunes a las 0h30. A las tertulias políticas le sustituyeron en septiembre de 2012 espacios de información especializada, Economía en 24 con Inma Gómez-Lobo, El Mundo en 24 con María San Juan, Deportes en 24 con Sergio Sauca y Julián Reyes y Cultura en 24 con Alejandra Herranz. En septiembre de 2013, Antonio Gárate pasa a ser el director-presentador.